# Marangu
Marangu is een plaats op de zuidoostelijke hellingen van de Kilimanjaro in het noorden van Tanzania. Het ligt  
twintig kilometer ten oosten van Moshi, de hoofdstad van de regio Kilimanjaro. Het grootste deel van de bevolking van Marangu bestaat uit Wachagga, de grootste bevolkingsgroep rond de Kilimanjaro.

## Economie
Veel inwoners van Marangu zijn agrariërs en verbouwen bananen, groenten en koffie. Het toerisme is echter de grootste bron van inkomsten. In Marangu bevindt zich een van de ingangen van het Kilimanjaro Nationaal Park en hier begint de oudste en bekendste klimroute naar de top van de Kilimanjaro. Deze route komt in veel opzichten overeen met de route die Hans Meyer en Ludwig Purtscheller gebruikten toen zij in 1889 voor het eerst in de geschiedenis de top bereikte.
Een van de inwoners van Marangu was Yohani Kinyala Lauwo, een berggids waarvan men vermoedt dat hij een van de berggidsen was die Meyer en Purtscheller naar de top vergezelde.

## Afbeeldingen

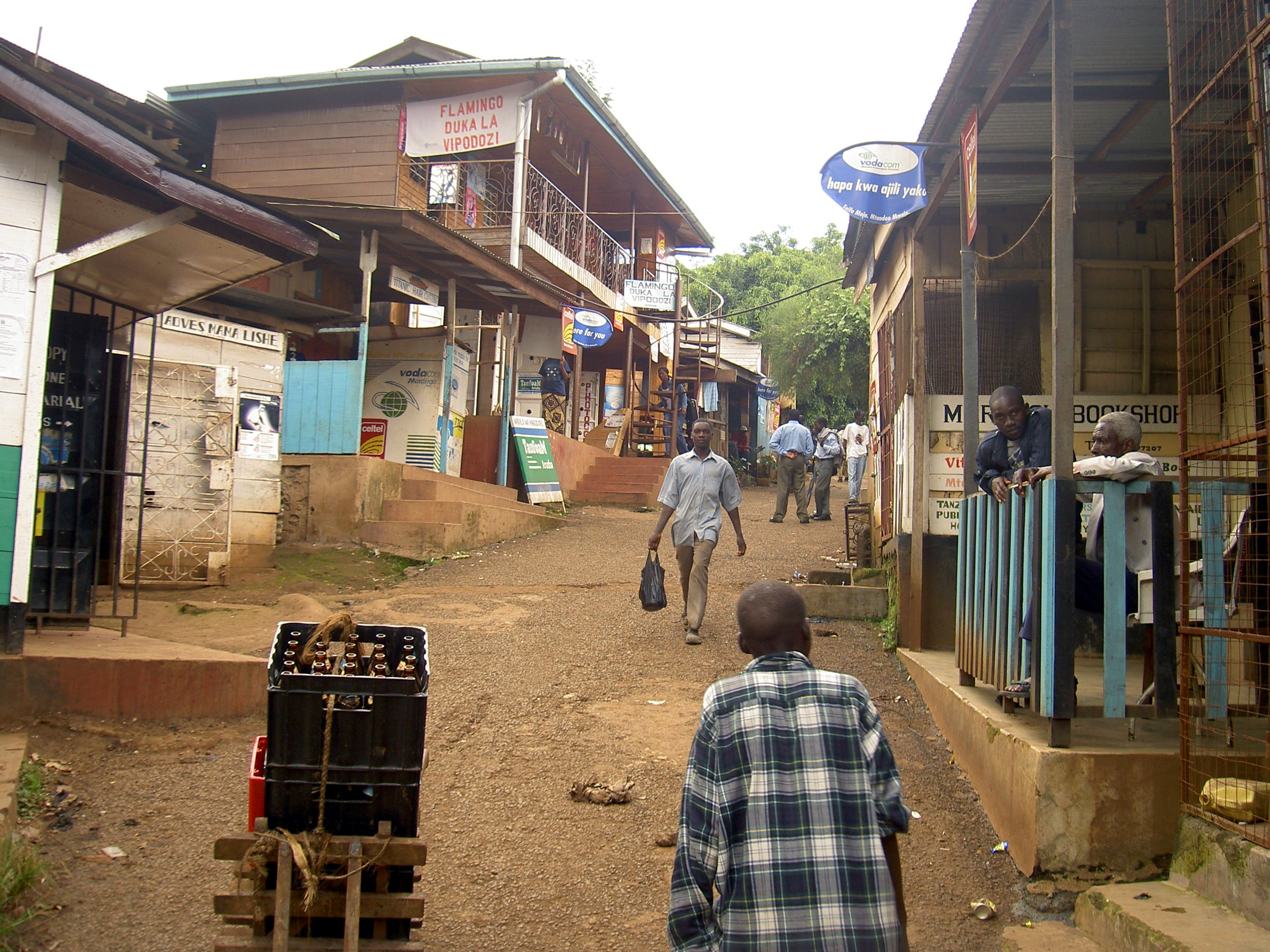
Wachagga in Marangu
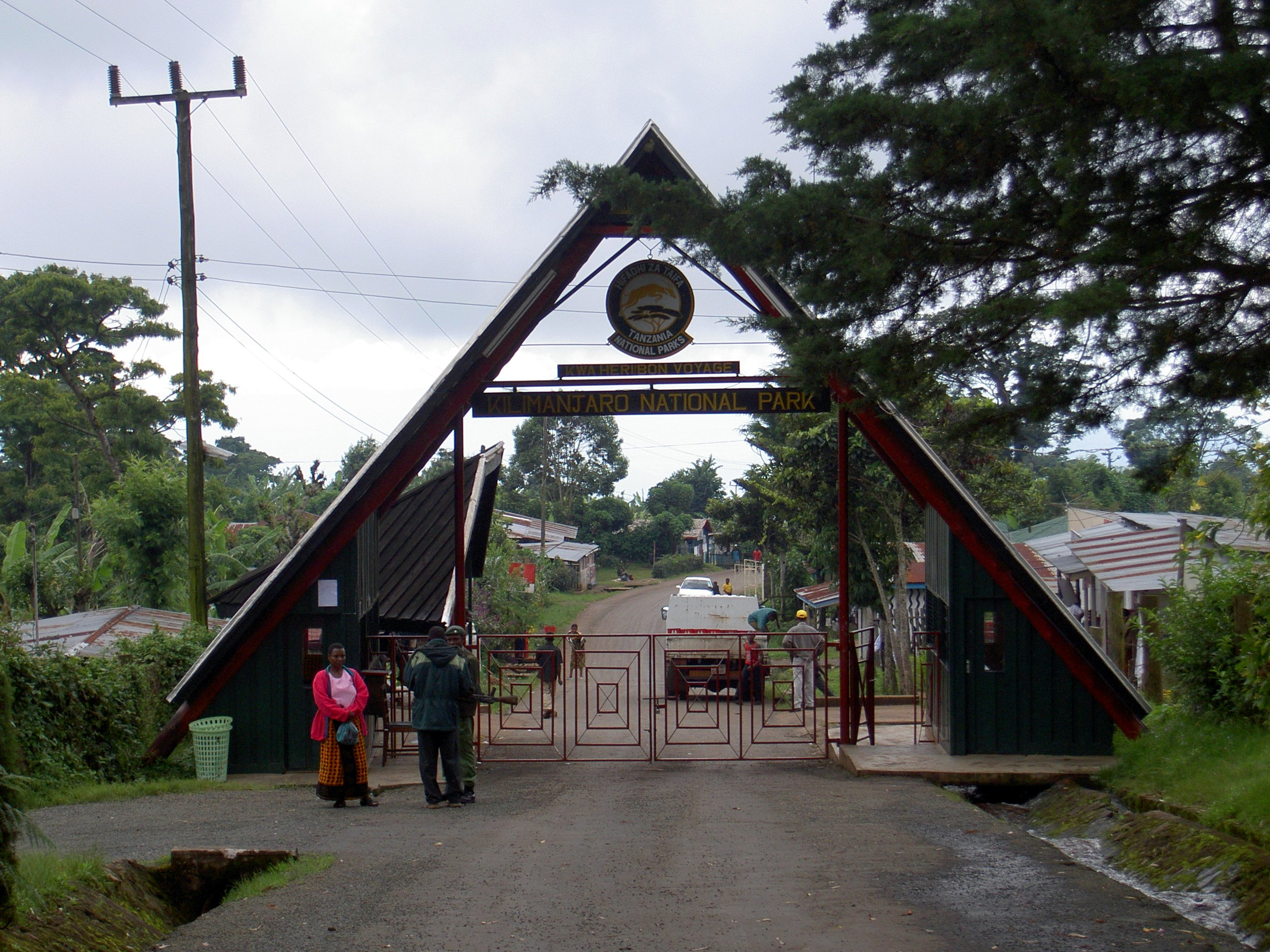
Ingang van het Kilimanjaro Nationaal Park in Marangu
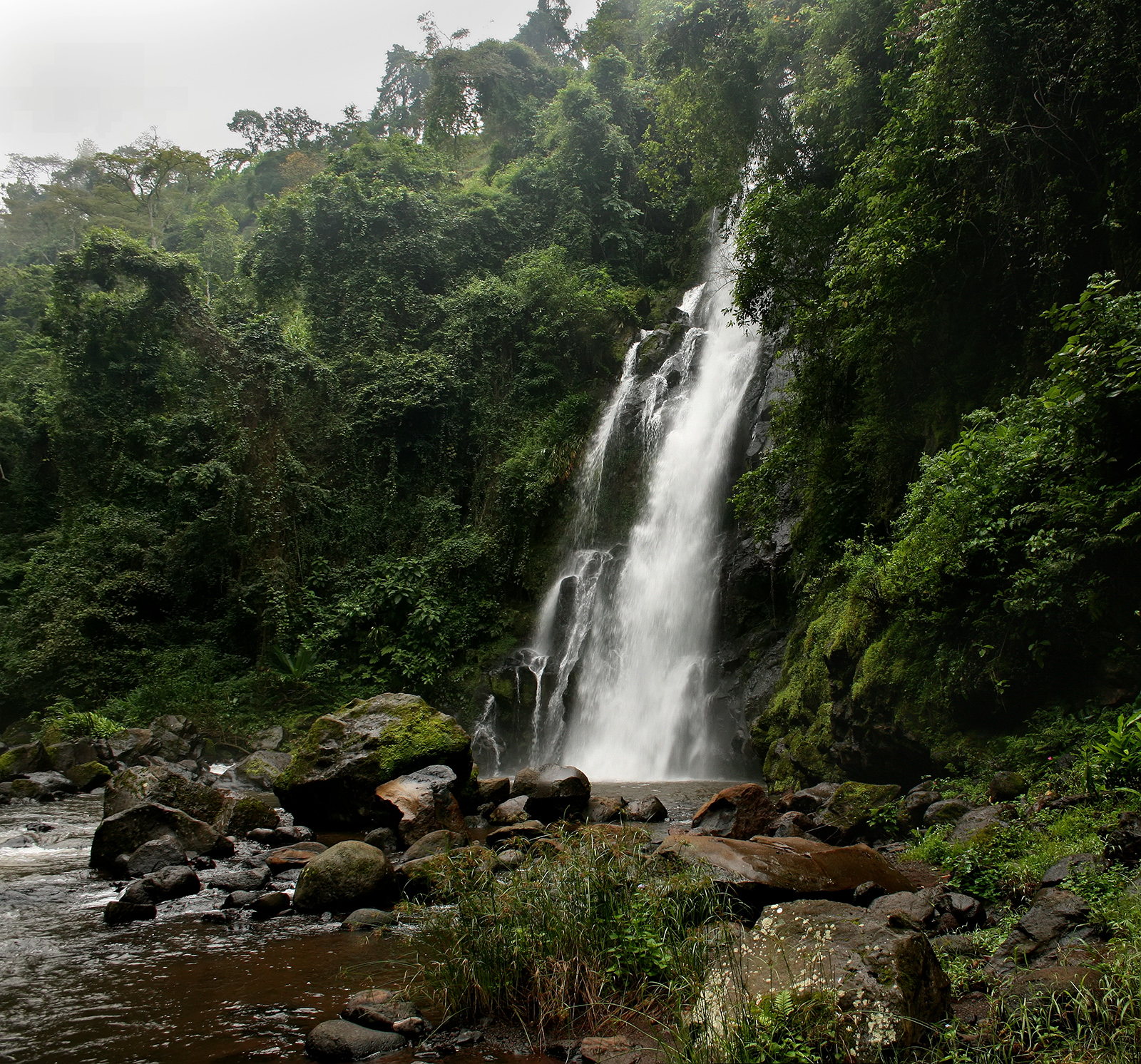
Watervallen bij Marangu